# Beijing International Challenger 2012
Il Beijing International Challenger 2012 è stato un torneo professionistico di tennis giocato sul cemento. È stata la 3ª edizione del torneo, che fa parte dell'ATP Challenger Tour nell'ambito dell'ATP Challenger Tour 2012 e dell'ITF Women's Circuit nell'ambito dell'ITF Women's Circuit 2012. Il torneo maschile e quello femminile si sono giocati a Pechino in Cina dal 28 luglio al 5 agosto 2012.

## Partecipanti ATP

### Teste di serie
| Nazionalità   | Giocatore       | Ranking* | Testa di serie |
| ------------- | --------------- | -------- | -------------- |
| Slovenia      | Aljaž Bedene    | 103      | 1              |
| Slovenia      | Grega Žemlja    | 110      | 2              |
| Slovacchia    | Karol Beck      | 127      | 3              |
| Kazakistan    | Andrej Golubev  | 147      | 4              |
| Taipei cinese | Yang Tsung-hua  | 165      | 5              |
| Giappone      | Yūichi Sugita   | 169      | 6              |
| Francia       | Josselin Ouanna | 178      | 7              |
| Cina          | Zhang Ze        | 181      | 8              |

- Ranking al 23 luglio 2012.

### Altri partecipanti
Giocatori che hanno ricevuto una wild card:
- Chang Yu
- Gong Maoxin
- Ma Ya-Nan
- Ouyang Bowen

Giocatori passati dalle qualificazioni:
- Yuuya Kibi
- Lim Yong-kyu
- Toshihide Matsui
- Nikolaus Moser

## Partecipanti WTA

### Teste di serie
| Nazionalità   | Giocatrice              | Ranking* | Testa di serie |
| ------------- | ----------------------- | -------- | -------------- |
| Francia       | Stéphanie Foretz Gacon  | 83       | 1              |
| Taipei cinese | Chan Yung-jan           | 115      | 2              |
| Giappone      | Kurumi Nara             | 155      | 3              |
| Cina          | Zhang Shuai             | 158      | 4              |
| Cina          | Saisai Zheng            | 162      | 5              |
| Portogallo    | Maria João Koehler      | 169      | 6              |
| Thailandia    | Noppawan Lertcheewakarn | 171      | 7              |
| Giappone      | Yurika Sema             | 180      | 8              |

- Rankings al 23 luglio 2012.

### Altre partecipanti
Giocatrici che hanno ricevuto una wild card:
- Li Ting
- Wang Yafan
- Yang Zhaoxuan

Giocatrici passate dalle qualificazioni:
- Ksenija Lykina
- Tang Hao Chen
- Wen Xin
- Zhou Yimiao
- Liang Chen (lucky loser)

## Campioni

### Singolare maschile
- Grega Žemlja ha battuto in finale  Wu Di, 6-3, 6-0

### Singolare femminile
- Wang Qiang ha battuto in finale  Chan Yung-jan, 6-2, 6-4

### Doppio maschile
- Sanchai Ratiwatana /  Sonchat Ratiwatana hanno battuto in finale  Yuki Bhambri /  Divij Sharan, 7–6(3), 2-6, [10-6]

### Doppio femminile
- Liu Wanting /  Sun Shengnan hanno battuto in finale  Chan Chin-wei /  Han Xinyun, 5-7, 6-0, [10-7]